# Reggenza di Kepulauan Meranti
La reggenza di Kepulauan Meranti (in lingua indonesiana: Kabupaten Kepulauan Meranti) è una reggenza dell'Indonesia, situata nella provincia di Riau.